# جان بابتيست بيسيير
جان بابتيست بيسيير (6 أغسطس 1768 - 1 مايو 1813)، دوق إستريا الأول، كان قائدًا عسكريًا فرنسيًا ومارشال الإمبراطورية الذي خدم خلال الحروب الثورية الفرنسية والحروب النابليونية. كان بيسيير، حسب نابليون، «ضابط مفعم بالحيوية، في نَفس الوقت حكيم وحذر». كانَ مارشالاً ممتازاً في سلاح الخَيالة، شُجاع، وقادر على المبادرة، وغالبًا ما يقود قوات سلاح الخَيالة شخصيًا في مواجهة العدو. وهو أيضًا رجل مثقف وصاحب تقوى وشعبية داخل الجَيش الكبير.
توفي المارشال بيسيير بسبب تَلقيه جروح قاتلة من قذيفة مدفعية في 1 مايو 1813 في ريباخ، بالقرب من فايسنفيلس ، قَبلَ يَوم من مَعركة لوتزن.

## سيرة ذاتية

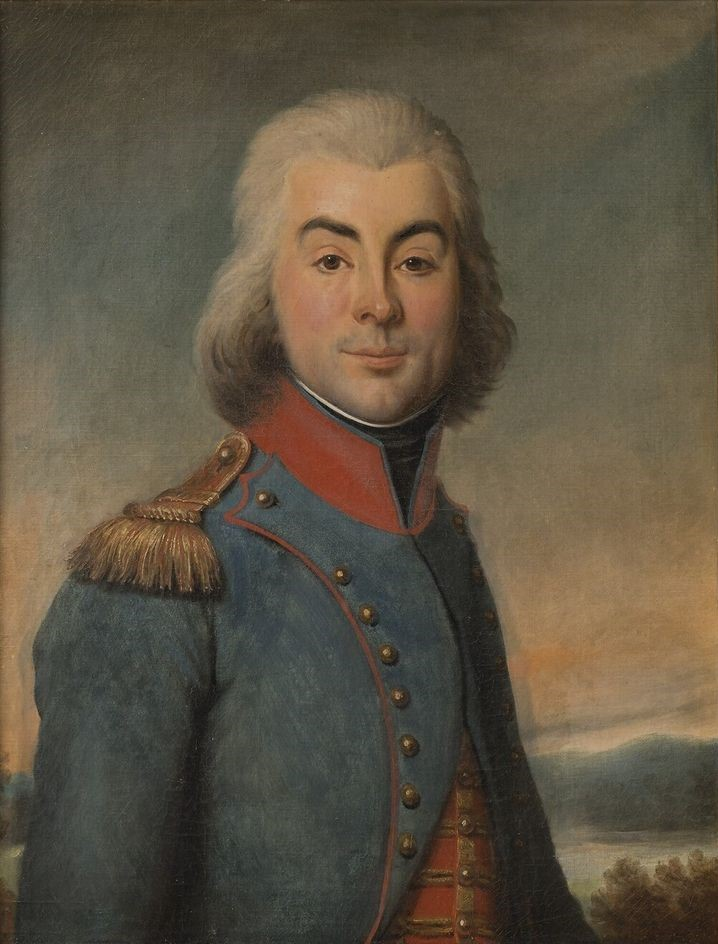
بيسيير ، كمساعد عام 1792 ، بريشة جان بابتيست غيران.

ولد بيسيير في 6 أغسطس 1768 في برايساك بإقليم كويرسي لعائلة برجوازية. كان الابن الأكبر لثمانية أطفال ولدوا للطبيب ماثورين بيسيير وأنطوانيت ليموزي. التحق بالمدرسة في مدينة كاهور القريب. 
في عام 1792 ، أثناء الثورة الفرنسية ، تم استدعاء بيسيير إلى باريس للخدمة في الحرس الدستوري للملك لويس السادس عشر. طُلب من كل دائرة إرسال عدد معين من الشباب لتزويدها، تم اختيارهم من العائلات التي لا تزال موالية للملك. من بين الشباب الآخرينالذين أرسلتهم إدارة لوت للحرس كان المارشال المُستَقبلي يواكيم مورات. 
بسبب طبيعتها الملكية، تم حل وحدة الحرس الدستوري من قبل الحكومة الثورية في 29 مايو 1792 ، بعد أقل من ثلاثة أشهر من تشكيلها. مثل ضباط سابقين آخرين في الحرس، شارك بيسيير في الدفاع الفاشل عن قصر التويلري خلال تمرد 10 أغسطس. واتُهم بعد ذلك بالتواطؤ مع الماركيز دي ماندا، الذي نظم دفاعات القصر لكنه قُتل قبل فترة وجيزة من الانتفاضة. لذلك اختبأ، ولجأ إلى دوق لاروشفوكولد «فرانسوا فريديريك» ، وبقي في منزله لمدة ثلاثة أشهر تقريبًا. 

## الحروب الثورية
أعطى بيسيير بداية جديدة لمسيرته العسكرية في نوفمبر 1792 ، عندما التحق بالجيش الثوري كرجل خَيالة بسيط في الفوج 22 من فرسان آشيفال.  تم نشر الفوج في جيش جبال البرانس الشرقية، وعلى مدى السنوات الثلاث التالية، قاتل بيسيير في حرب جبال البرانس ضد إسبانيا حتى نهايتها، وكان فوجه يعمل في كاتالونيا وسيردانيا. تمت ترقيته إلى رتبة ملازم أول في فبراير 1793. 
بعد عدة انتكاسات في عام 1793 ، قلبت فرنسا وضع الحرب مع إسبانيا بانتصار كبير في معركة بولو عام 1794 ، مع جيش جبال البرانس بقيادة الجنرال جاك دوغومييه. خلال المعركة، كانت هَجمة فوج بيسيير حاسمة في تشتيت سلاح الخَيالة الإسباني. بعد ذلك شارك في معركة الجبل الأسود بقيادة الجنرال تشارلز دوغوا، وميز نفسه في باسكارا عام 1795. 
في عام 1796 ، برتبة نقيب، ذهب بيسيير للخدمة في حملة نابليون بونابرت الإيطالية. في روفيريتو ، لَفت سلوكه الشُجاع انتباه نابليون، وبعد معركة ريفولي تم إرساله إلى فرنسا لتسليم البَيارغ التي تم الإمساك بها إلى حكومة المديرين الفرنسية. بالعودة إلى الأمام، رافق نابليون في غزو ستيريا بقيادة كَتيبت المُرشدين، الذين شكلوا نواة الحرس القنصلي والإمبراطوري في وقت لاحق. 

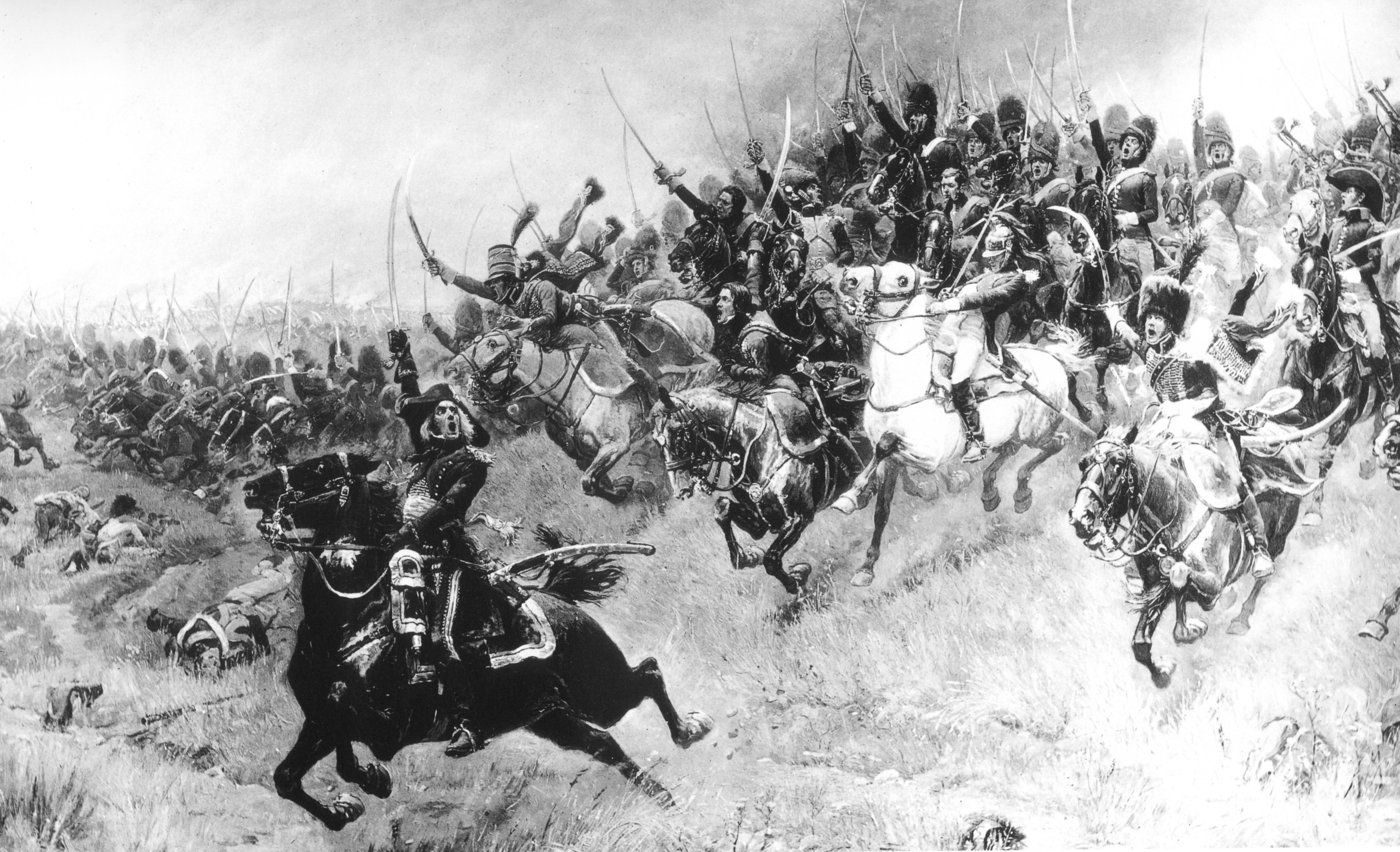
بيسيير يقوم بتدريب سلاح الخَيالة التابع للحرس القنصلي لتوجيه الهجوم خلال معركة مارينغو ، 14 يونيو، 1800. بريشة لألفونس لالوز.

كرئيس لواء، خدم بعد ذلك في البعثة المصرية ومَيز نَفسه في حصار عكا ومعركة أبي قير البحرية.  بالعودة إلى أوروبا مع نابليون، كان بيسيير حاضراً في معركة مارينغو (1800) بصفته الرجل الثاني في الحرس القنصلي. شعر الجنرال جان لانيز ، قائد فيلق في مارينغو، أن بيسيير لم يدعم قواته المتعثرة بشكل كافٍ، ونشأ عداء طويل بينهما. في نهاية المعركة، قاد بيسيير هجومًا ناجحًا لسلاح الخَيالة، على الرغم من أن تأثيره على المعركة لم يكن حاسمًا كما تظاهر نابليون. كانت هَجمة سلاح الخَيالة للجنرال فرانسوا إتيان دي كيلرمان هي التي جَلبت النَصر في معركة مارينغو ، لكن نابليون أعطى الفضل إلى حد كبير لسلاح الخَيالة الخاص به. 
كرئيس لواء، خدم بعد ذلك في البعثة المصرية وميز نفسه في حصار عكا ومعركة أبو قير.  بالعودة إلى أوروبا مع نابليون، كان بيسيير حاضراً في معركة مارينغو (1800) بصفته الرجل الثاني في الحرس القنصلي. شعر الجنرال جان لانيس ، قائد فيلق في مارينغو، أن بيسيير لم يدعم قواته المتعثرة بشكل كافٍ، ونشأ عداء طويل بينهما. في نهاية المعركة، قاد بيسيير هجومًا ناجحًا لسلاح الخَيالة، على الرغم من أن تأثيره على المعركة لم يكن حاسمًا كما تظاهر نابليون.  كانت هَجمة سلاح خَيالة الجنرال فرانسوا إتيان دي كيلرمان هي جَلبت الفَوز في معركة مارينغو ، لكن نابليون أعطى الفضل إلى حد كبير لسلاح الخَيالة الخاص به.

## الحروب النابليونية

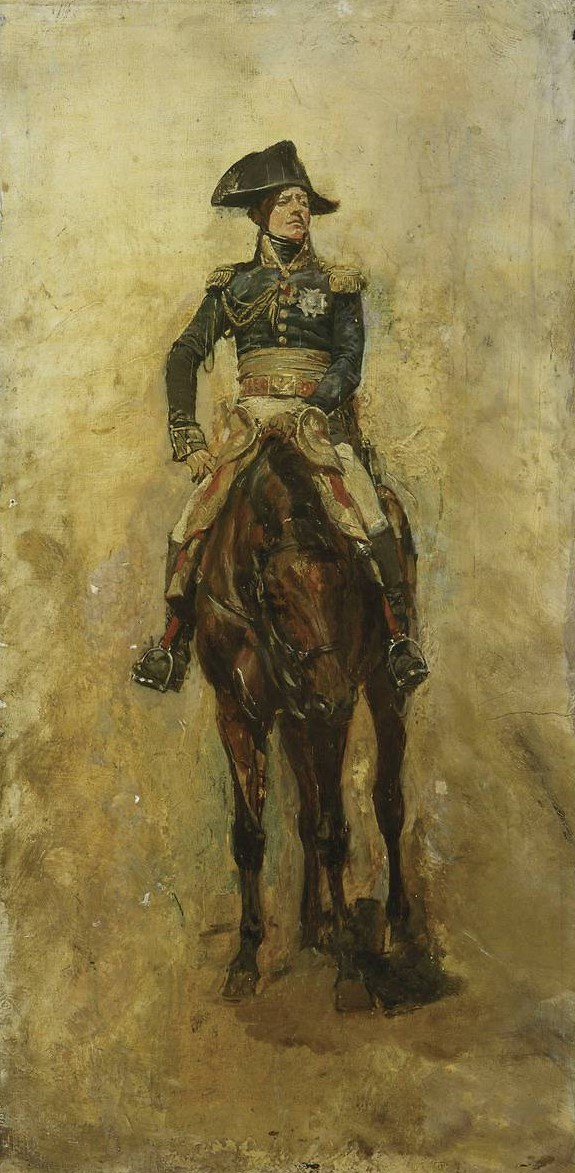
المارشال بيسيير ، بريشة إرنست ميسونييه.

تمت ترقيته إلى رتبة جنرال في قسم التقسيم في عام 1802 ، وتم تعيينه لاحقًا مارشالاً للإمبراطورية في عام 1804 ، وهو مَنصب غير مُستحق تمامًا حَصَلَ عليه بسبب ولائه وصداقته مع نابليون. قال الجنرال أوغست دي مارمونت ، المارشال المستقبلي، «إذا أمكن جعل بيسيير مارشالاً، فيمكن لأي شخص أن يصبح كذلك». كما تم تعيينه عقيدًا في سلاح الخَيالة وقادهم في جميع الحملات المستقبلية حيث أثبت أنه قائد سلاح خَيالة مُتَمكن جدًا.
في عام 1805 ، حصل بيسيير على وسام جوقة الشرف الكبرى ، وفي عام 1809 حصل على لقب دوق إستريا. كانت إقطاعية دوقية كبرى، شرف اسمي نادر، لكنه لقب وراثي (انقرض عام 1856) في مملكة إيطاليا النابوليونية.
مع اندلاع حرب شبه الجزيرة في عام 1808 ، حظي بيسيير بأول فرصة له في قيادة مستقلة. لقد أبلى بلاءً حسنًا ضد الإسبان، وسجل انتصارًا ساحقًا في معركة ميدينا ديل ريو سيكو،  لكنه أثبت أنه بطيء ومتردد في قيادة قوة كبيرة. وسرعان ما تم استدعاء بيسيير لقيادة سلاح الخَيالة أثناء غزو نابليون لإسبانيا، وهي مهمة أكثر ملاءمة لمواهبه.
عندما اندلعت الحرب في عام 1809 ضد النمسا، كان بيسيير مرة أخرى مع الجيش الكبير في وادي الدانوب كقائد لسلاح الخَيالة، وهو المنصب الذي برع فيه. في معركة أسبيرن-إيسلينج ، قاد سلاح الخَيالة في الوسط وقام بعمل جيد في تَرتيب صفوفهم ضد الأعداد المتفوقة،  لكنه سقط مرة أخرى على خطأ مع المارشال جان لانيس. شعر لانيس مرة أخرى أن بيسيير لم يكن يقدم دعمًا كافيًا لقواته المتعثرة وأمره بالتوجه إلى الوطن بدلاً من التَوَجُه نَحو العَدو. ثم تحدى بيسيير لانيس في مبارزة ، لكن المارشال أندريه ماسينا تدخل ومنع المبارزة بين المارشال أمام قواتهما.

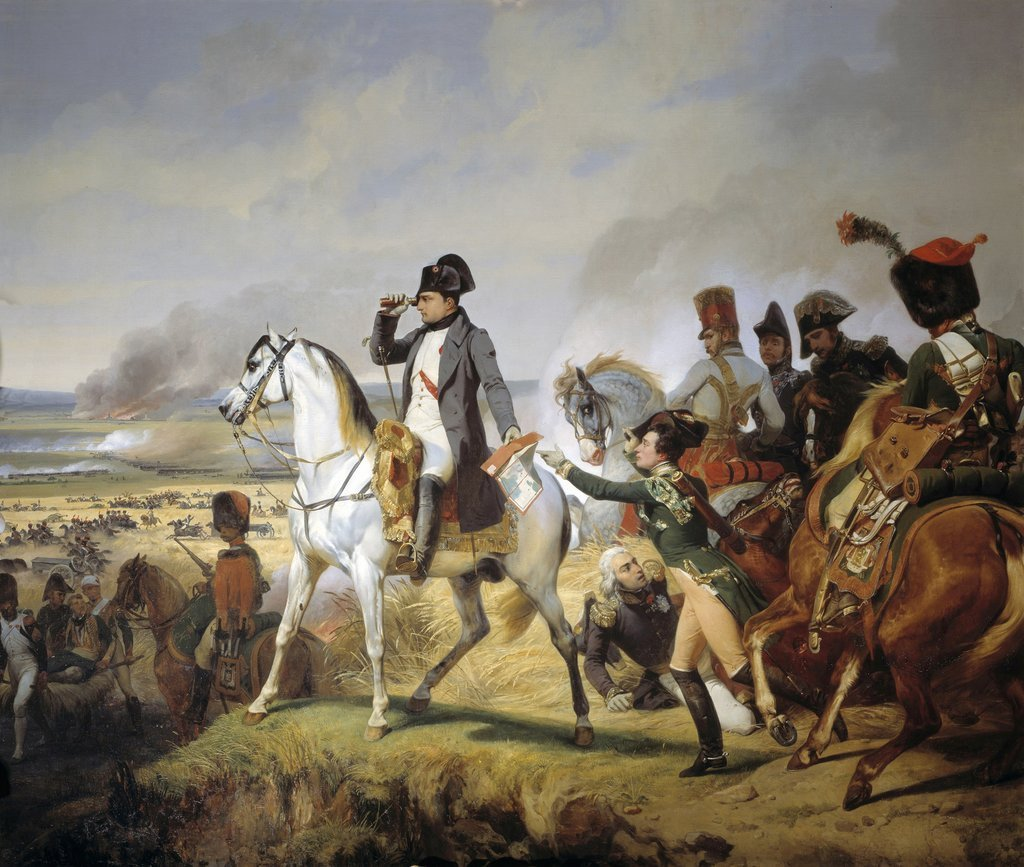
نابليون في معركة واغرام ، 6 يوليو 1809. خلفه، المارشال بيسيير مُلقاً على الأرض بعد موت حصانه. بريشة هوراس فيرنيه.

في معركة واغرام اللاحقة، قاد بيسيير مرة أخرى احتياطي الفرسان وقتل حصان تحته مما تسبب في ذعر بين الحرس الامبراطوري. هنأه نابليون على جعل حرسه الخاص يَبكون، لكنه وبخه أيضًا لأنه لم يحجز المزيد من السجناء لأنه فقد حصانه.
استبدال بيسيير المارشال جان بابتيست برنادوت في قيادة جيش الشمال في وقت لاحق من نفس العام، نجح دوق إستريا الذي تم إنشاؤه حديثًا في طرد البريطانيين في حملة فالشيرين. في عام 1811 ، أُعيد إلى إسبانيا مرة أخرى لقيادة جيش الشمال. حارب في الغالب عمليات مكافحة التمرد وأثبت أنه زميل صعب وحساس لزملائه الأخرين من قادة الجيش، وخاصة ماسينا الذي كان في أمس الحاجة إلى الدعم بعد غزوه الفاشل للبرتغال في 1810-1811. تم استدعاؤه وتَلقى بَعض المَلامة وعاد مرة أخرى إلى موقعه المعتاد في سلاح الخَيالة.
في الحملة الروسية عام 1812 ، قاد بيسيير سلاح الخَيالة الموسع. بالكاد شارك في معركة بورودينو ، دمر سمعته مع بقية الجيش عندما نصح نابليون بعدم استخدام الحرس الإمبراطوري لتحقيق اختراق حاسم في صفوف جَيش العَدو. على الرغم من أن هذا ترك الحرس الإمبراطوري سليمًا للمعارك المستقبلية، إلا أنه حال دون تحقيق نصر حاسم كان من الممكن أن ينهي الحملة الروسية بنجاح.
مع عودة المارشال يواكيم مورات إلى نابولي في بداية حملة عام 1813 ، تم تعيين بيسيير لقيادة كل سلاح خَيالة نابليون. 

## الموت

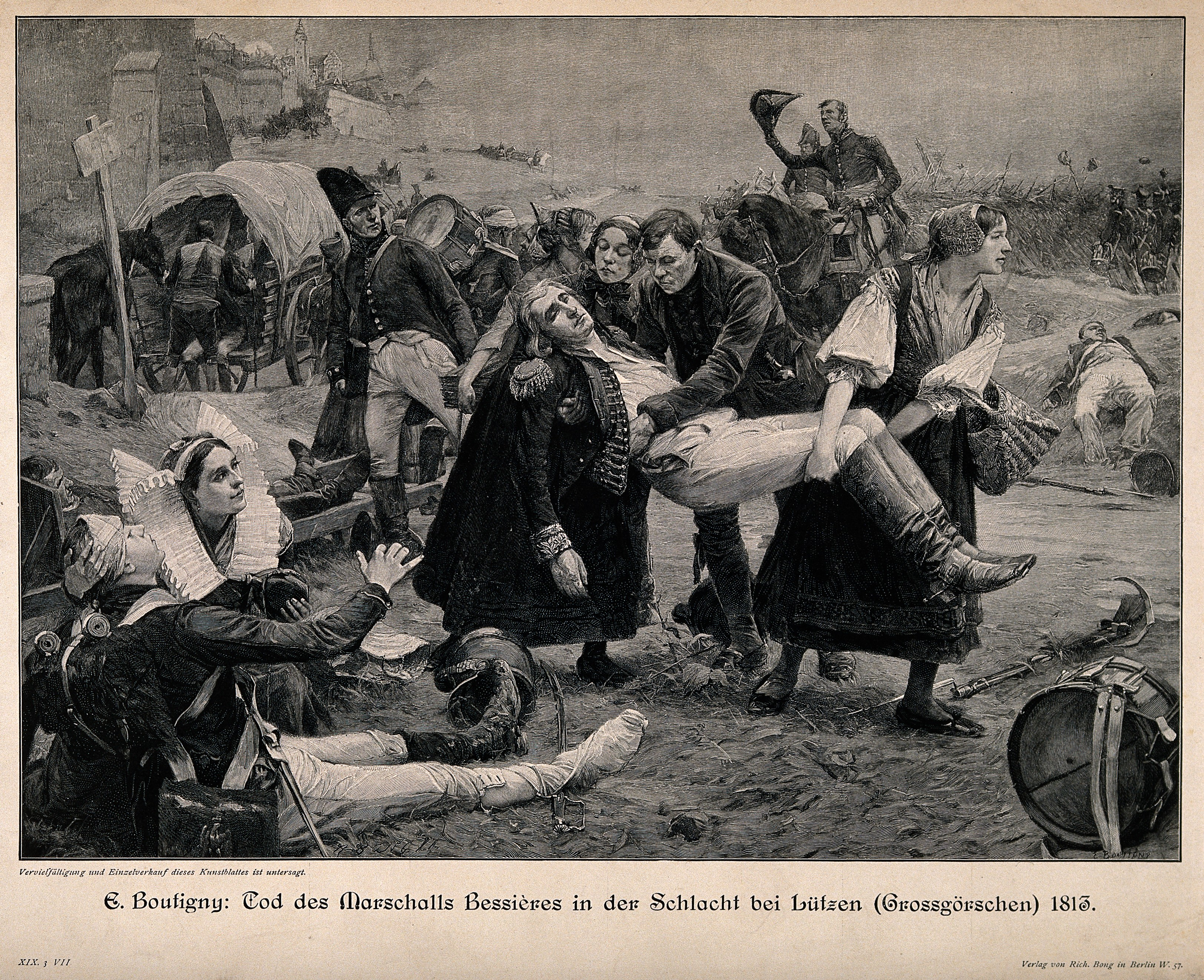
نقل المارشال بيسيير الجريح.

بعد ثلاثة أيام من بدء الحملة وعشية معركة لوتزن ، أثناء إجراء استطلاع على نهر لوث، قُتل بيسيير بقَذيفة مدفعية ارتدت من الحائط وأصابته في صدره.  مات على الفور. شعر نابليون بعمق بفقدان أحد أصدقائه المخلصين  بينما اعتبره المارشالات الباقون موته جيده لجُندي.
بعد وفاته، وجد أنَ بيسيير مديوناً بعد أن أنفق ثروته على عشيقته. أشرف نابليون على ميراثه، وسدد معظم ديونه، وأشرف على مستقبل أطفاله. كان ابنه الأكبر، نابليون بيسيير، عضوًا في غرفة الأقران الخاصة بالملك لويس الثامن عشر. 

## الأرث

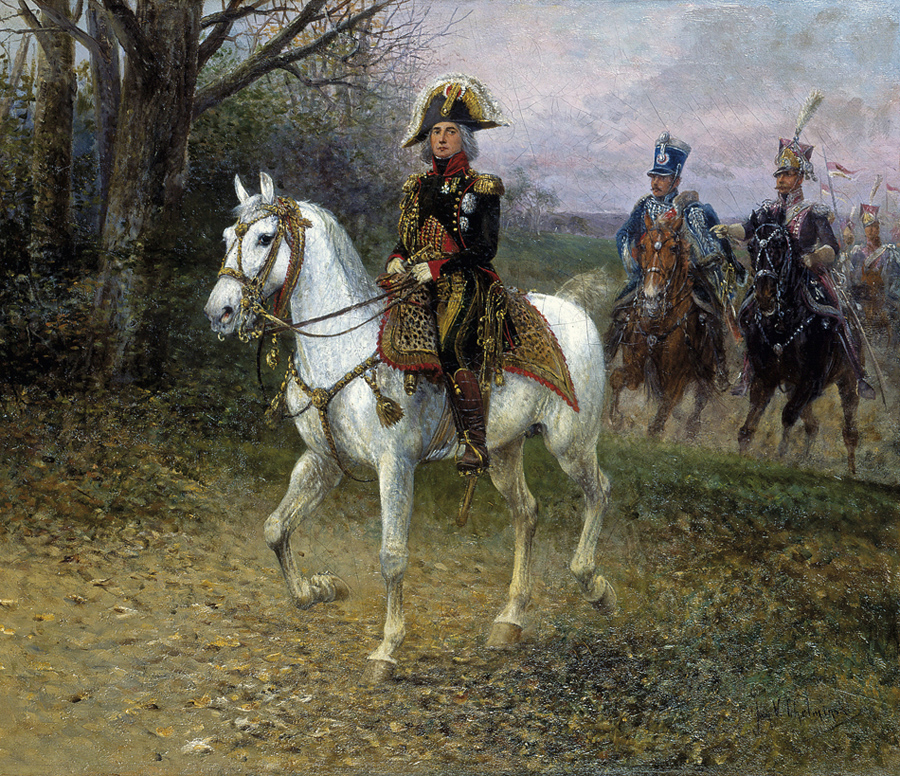
المارشال بيسيير ومرافقيه من جنود الحرس البولنديين في عام 1813. بريشة جان تشيمينسكي.

كقائد، أثبت بيسيير أنه غير عميق عندما يَتَعلق الامر بقيادة جَيوش. خلفيته كقائد لحرس مقر نابليون، لمرشدو جيش إيطاليا ، حرمته من الخبرة الواسعة التي اكتسبها زملاؤه من الحراس قبل توليه القيادة. مثل مورات ، كان بيسيير قائد سلاح خَيالة ممتاز وأثبت أيضًا أنه قائد قادر للحرس الإمبراطوري. لم تنجح محاولاته القليلة في القيادة المستقلة، وفضل نابليون بعد ذلك استخدام بيسيير كقائد لسلاح الخَيالة.
لم يكن بيسيير من مواليد عالية لكنه تبنى أخلاق ومظهر رجل نبيل كما يليق بأقرب قائد حرس لنابليون. كان يرتدي عادةً الزي الرسمي لمرشدي جيش إيطاليا القدامى في عهد نابليون مع تميز المارشال وكان يرتدي شعره الطويل مع مسحوق أبيض بأسلوب الحكم الأترافي ، حتى عندما خرج الأخير عن الموضة. كان معروفًا أنه مهذب ولطيف وكريم مع المرؤوسين ولكنه حساس للغاية بشأن امتيازاته ومنصبه.

## مَراجع
1. ↑  Paris 1869، صفحة 51.
2. 1 2  Ambert 1884، صفحة 11.
3. ↑  Ambert 1884، صفحة 10.
4. ↑  Ambert 1884، صفحة 12.
5. ↑  Ambert 1884، صفحات 12-13.
6. ↑  Rabel 1903، صفحة 6.
7. ↑  Rabel 1903، صفحات 7-8.
8. 1 2 3 4 5 6 7 8 9 10 11  Chisholm 1911.

- Ambert، Joachim (1884). Les cinq épées : Bessières, Radetzky, de Gonneville, Dagobert et Dugommier. تور: Éditions Mame. مؤرشف من الأصل في 2023-11-25.
- Rabel، André (1903). Le maréchal Bessières, duc d'Istrie. Paris: كالمان ليفي. مؤرشف من الأصل في 2023-11-25.
- Paris، Louis (1869). Dictionnaire des anoblissements. Paris: Bachelin-Deflorenne. مؤرشف من الأصل في 2023-06-21.
- هذه المقالة تتضمن نصاً من منشور أصبح الآن في الملكية العامة: Chisholm, Hugh, ed. (1911). "Bessières, Jean Baptiste". Encyclopædia Britannica (بالإنجليزية) (11th ed.). Cambridge University Press. Vol. 3. pp. 823–824.